# Димитрије Балаћ
Димитрије Балаћ (Кордун, 16. јул 1913 — 26. мај 1979) био је епископ Слободне српске православне цркве, епископ аустралијско-новозеландски.

## Биографија
По завршетку монашке школе у манастиру Високи Дечани, 15. децембра 1934. године, замонашен је са именом Димитрије. Његов духовни отац био је игуман Дионисије (Миливојевић), касније епископ америчко-канадски. 15. децембра 1935. године рукоположен је у јеромонаха. Јеромонах Димирије је био игуман манастира Дечана, затим игуман манастира Гомирје и привремени парох у Мариндолу, код Карловца.
1940. године, као намесник манастира Гомирје, добио је позив од епископа Дионисија (Миливојевића) да оде са њим на службу у Америку, на шта је Димитрије пристао. Дошавши у Америку 15. априла 1940. године, постављен је за игумана Манастира Светог Саве у Либертивилу.
Игуман Димитрије је такође служио у бројним црквама у Сједињеним Државама: у јужном Чикагу, луци Индијана и Омахи. Потом је служио као парох у Џоанстауну, у Шедленду, а затим у храму Светог Саве у Лос Анђелесу до 1960-их година, када је уздигнут у чин архимандрита и постављен за секретара Епархије америчке и канадске.
Године 1964. пратио је епископа Дионисија у Енглеску, затим у Дамаск, Сирију и Бејрут. Крајем октобра стигли су код Срба у Аустралију.
31. октобра 1964. године на Првом „црквеном и народном сабору“ у Мелбурну изабран је за Епископа нове Епархије аустралијско-новозеландске. На Црквеном и народном сабору Епархије америчко-канадске при манастиру Светог Саве код Либертивила, одржаном 28-30. септембра 1966. године, донета је одлука Сабора у Мелбурну 31. октобра 1964. о избору Димитрија, како је епископ потврђен. 13. новембра 1966. године хиротонисан је у манастиру Светог Саве у Либертивилу.
Епископ Димитрије је стигао у Аустралију 26. децембра 1966. године. Његовом одлуком од 8. фебруара 1967. године, на основу Повеље Слободне Српске православне цркве – Епархије аустралијско-новозеландске, образован је Епархијски црквени суд.
Његовим доласком подигнуто је и освећено више храмова. Први храм, који је освештао епископ Димитрије, био је храм Светог Георгија у Камбрамату.
У административној служби истицао се марљивошћу и тачношћу, а стваралачка енергија подстицала је друге на конструктиван рад. Организовао је црквени живот.
Учествовао је 15. фебруара 1968. у хиротонији клирика неканонске Белоруске аутокефалне православне цркве Андреја (Крит) у „епископа Гродно-Новогрудочког и Кливленда“, а 10. марта исте године учествовао је у хиротонији клирика исте јурисдикције Николаја (Мацукевича) у епископу „Епископу туровско-пинском и торонталском“.
Преминуо је 26. маја 1979. године, а сахрањен је на северној страни манастирске цркве Светог Саве код Либертивила.